# Кандови
Ка́ндови (болг. Кандови) — село в Пазарджицькій області Болгарії. Входить до складу общини Велинград.

## Населення
За даними перепису населення 2011 року у селі проживали 211 осіб, з них 22 особи (91,7%) — турки.
Розподіл населення за віком у 2011 році:
Динаміка населення: